# Steinkohlenwerk Martin Hoop
Das Steinkohlenwerk Martin Hoop war ein Steinkohlenbergwerk in Reinsdorf, Pöhlau und Mülsen.

## Geschichte

### Steinkohlenwerk Morgenstern Sarfert & Wiede
Der Markscheider Gotthelf Anton Wiede und seine Schwiegermutter Johanne Dorothea Sarfert, die Eigentümerin des Steinkohlenwerks Carl Gotthilf Sarferts Erben, gründeten 1867 das Steinkohlenwerk Morgenstern Sarfert & Wiede. Im gleichen Jahr erwarben sie Abbaurechte auf Reinsdorfer Flur und begannen mit dem Abteufen des Morgensternschachtes I. Das 107,5 Hektar große Grubenfeld erstreckte sich 2,6 Kilometer in Nord-Süd-Richtung von der Flurgrenze mit Pöhlau bis zur Flurgrenze mit Vielau und war nur etwa 500 Meter breit. Im Westen markscheidete es mit dem Zwickau-Oberhohndorfer Steinkohlenbauverein und im Osten mit dem Steinkohlenwerk Florentin Kästner & Co. Im Jahr 1872 wurde in Reinsdorf Schacht II angesetzt und 1884 beide Schächte durchschlägig verbunden. Über Tage entstanden in der Zeit eine Kokerei auf Schacht II und eine Brikettfabrik auf Schacht I.

### Gewerkschaft Morgenstern
Das Unternehmen wurde am 25. April 1889 in die Gewerkschaft Morgenstern umgewandelt. Zwischen Schacht I und II wurde 1890 eine 850 m lange hölzerne Bockbrücke errichtet, auf der die Hunte mit einer Kettenbahn von Schacht II über das Reinsdorfer Tal zur Wäsche auf Schacht I transportiert wurden. 1891 arbeiteten 755 Menschen auf dem Werk, davon 567 unter Tage. 1895/1896 wurde das Feld um einen nördlich der Flurgrenze mit Pöhlau bis zur Flurgrenze mit Auerbach reichenden, 96 Hektar großen Streifen erweitert. 1899 wurde das östlich von Florentin Kästner gelegene, 70 Hektar große Grubenfeld des insolventen Steinkohlenbauvereins Reinsdorf erworben. Der Schacht III wurde von 1900 bis 1904 zur Erschließung des Nordfelds abgeteuft und war bei Erreichen seiner Endteufe von 1082 m der tiefste Schacht Deutschlands. Hier kam erstmals in Deutschland das Versteinerungsverfahren zum Einsatz. 1902 erwarb die Gewerkschaft Morgenstern nach langen Verhandlungen vom Zwickauer Brückenberg-Steinkohlenbau-Verein für 250.000 Mark dessen 107 Hektar großes Ostfeld, das unmittelbar östlich mit dem Nordfeld markscheidete. Im Jahre 1904 war das Südfeld ausgekohlt und der Schacht II (alt) wurde abgeworfen. In den Jahren 1909/1910 wurde Schacht I abgeworfen. Insgesamt wurden aus dem Reinsdorfer Feld 6 Millionen Tonnen Steinkohle gefördert. Die Belegschaft und die gesamte Förderung wurde nach Schacht III verlegt. 1920 wurde Schacht IV als Abwetterschacht am Ostrand des Grubenfelds, im ehemals Brückenberger Ostfeld, abgeteuft. Weitere Abwetterschächte wurden mit den Schächten V 1935 und VI 1943 begonnen. Die Arbeiten an Schacht V konnten 1938 beendet werden. Die Teufarbeiten am Schacht VI wurden am 19. Januar 1945, gegen Ende des Zweiten Weltkriegs, bei 202 m Teufe gestundet.
Die Gewerkschaft Morgenstern übernahm 1920 den Brückenberg-Steinkohlenbau-Verein als Betriebsabteilung Brückenberg und 1930 das Reinsdorfer Steinkohlenwerk Florentin Kästner & Co. mit den Schächten I und II als Betriebsabteilung Florentin Kästner. Die Schächte erhielten später die Nummern VII und VIII. Im Jahr 1923 waren 5000 Mitarbeiter im Unternehmen beschäftigt.

### VEB Martin-Hoop-Werk Zwickau

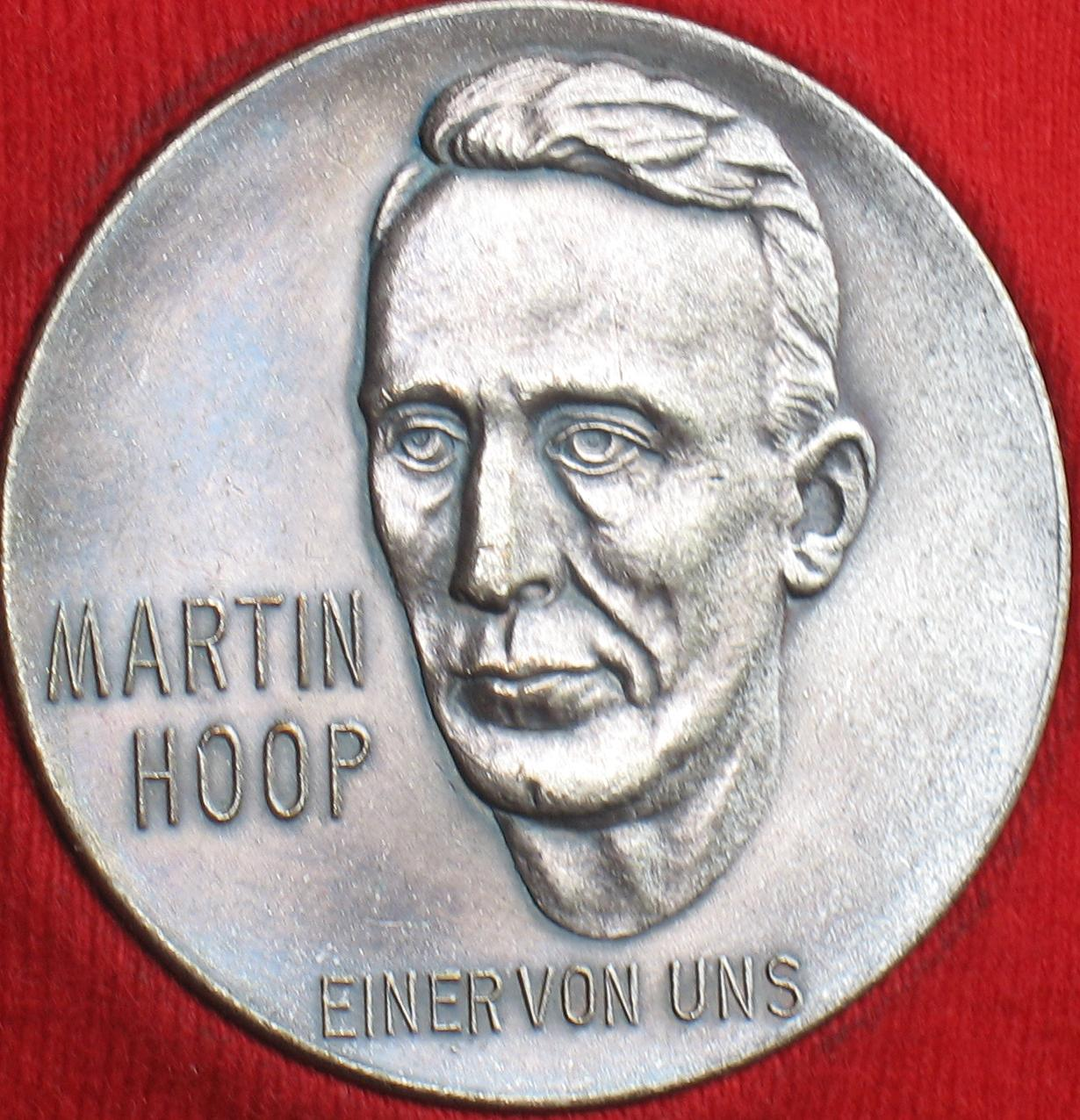
Ehrengabe des VEB Steinkohlenwerk Martin Hoop Zwickau

Durch den Volksentscheid in Sachsen 1946 wurde auch die Gewerkschaft Morgenstern enteignet. Auf Veranlassung der sowjetischen Besatzungsmacht wurde Schacht IV ab 1946 zum Hauptförderschacht ausgebaut. Der neue, gemauerte Förderturm wurde 1948 fertiggestellt. Als Fördermaschine der östlichen Förderung diente eine Dampfmaschine mit 2.000 PS (1.471 kW), die 1914 als Spiralkorbfördermaschine für das Oelsnitzer Revier hergestellt worden war. Nach der Stilllegung des Rudolf-Breitscheid-Schachtes wurde sie nach Schacht IV umgesetzt. Sie konnte die dreietagigen Fördergestelle zu je zwei Hunten von der −515-m-Sohle mit 18 m/s heben. Im selben Jahr wurde das Werk in VEB Martin-Hoop-Werk umbenannt. Das Martin-Hoop-Werk und das Karl-Marx-Werk wurden 1949 getrennt.

#### Der Grubenbrand 1952
Bei einem Grubenbrand im Martin-Hoop-Schacht IV am 19. April 1952 kamen 48 Bergleute ums Leben. Schacht IV befand sich nordöstlich von Zwickau. Am Unglückstag kamen zur Frühschicht der 9. Abteilung 63 Bergleute und zwei Strafgefangene. Der Brand entstand vermutlich durch Selbstentzündung und Verpuffung. Gegen 6 Uhr stellte der Brandspürer Schmitz Rauchgeruch und erhöhte Temperatur fest und meldete dies eineinhalb Stunden später, zurück an der Oberfläche, dem ablösenden Brandspürer. Der Wachleiter jedoch erfuhr noch nichts davon. Um 9.05 Uhr meldete ein Wettersteiger über die Störstelle, „daß im 4114 Steigpaß Brandwetter stehen“. Eine halbe Stunde später wurden die Abbauarbeiten eingestellt, es brach Feuer aus. Im Laufe des Vormittags wurden die ersten Kumpel mit Rauchgasvergiftungen aus der Grube gebracht. Am Nachmittag und am Folgetag kam es zur Bergung mehrerer Toter. Der Bereich musste aufgegeben werden und wurde abgedämmt, um dem Feuer den Sauerstoff zu entziehen. 35 weitere Tote wurden ein Jahr später bei der Öffnung des Bereiches gefunden. Einer der beiden Strafgefangenen kam ums Leben, wurde jedoch nicht mit aufgelistet, sodass manche Quellen irrtümlich von 47 umgekommenen Bergleuten sprechen.  
Es wurden vier Untersuchungskommissionen gebildet: eine bestand aus Funktionären aus dem Steinkohleabbau, darunter auch der Professor für Bergbau Otto Fleischer, eine weitere bestellte das Ministerium für Staatssicherheit, die dritte setzte die Hauptdirektion der Steinkohlenverwaltung in Berlin ein und die vierte der Ministerrat der DDR. Zunächst wurde vom Wiederaufleben eines eine Woche zuvor gelöschten Brandes oder von Brandstiftung ausgegangen. Diese These wurde jedoch im Laufe der Untersuchungen verworfen und stattdessen in Richtung Sabotage ermittelt. Es wurden erste Verhaftungen vorgenommen und weitere Schuldige gesucht. Am 23. April fand auf dem Gelände ein Staatstrauerakt mit dem Ministerpräsidenten Otto Grotewohl und dem Volkskammerpräsidenten Johannes Dieckmann statt.
In der Sitzung des DDR-Ministerrats vom 5. Juni 1952 gab Walter Ulbricht, damals stellvertretender Ministerpräsident, die weitere Stoßrichtung vor. Zunächst würde sich die Staatsanwaltschaft um Bergbaufachleute aus der Zwickauer Grube kümmern, die sie unter Anklage stellen konnte. Dies führte zu einem Strafprozess vor dem 1. Strafsenat des Obersten Gerichts der DDR vom 3. bis 5. Juni 1952 in Zwickau. Vorsitzende Richterin war die spätere Justizministerin Hilde Benjamin. Die Urteile waren hart und lagen bei mehreren Jahren Zuchthaus. Die höchste Strafe mit 12 Jahren erhielt der Brandspürer Schmitz, der, weil er neu in der Grube war, nicht wusste, wem er seine Brandmeldung hätte melden können. Ihm warf das Gericht vorsätzliche Tötung vor.
Im Weiteren wurde vermeintlich zersetzenden Personen aus dem akademischen Bereich und in höheren Positionen der Kohleindustrie Sabotage und Spionage auf hoher wirtschaftspolitischer Ebene unterstellt. Dies führte zur Verhaftung der sogenannten „Gruppe Kappler“ um den technischen Leiter des Martin-Hoop-Werkes, Wilhelm Kappler. Kurz vor Weihnachten 1952 nahm das MfS in Freiberg Otto Fleischer fest, der den Lehrstuhl für Bergbau an der Bergakademie innehatte. Wegen des Aufstands vom 17. Juni 1953 verzögerte sich der Prozess – wieder vor dem 1. Strafsenat, diesmal in Berlin – gegen die acht Männer und wurde auf die Woche vom 21. bis 26. September 1953 gelegt. Auch hier waren die Urteile hart: Fleischer und Kappler wurden zu je 15 Jahren Zuchthaus verurteilt.

#### Ausbau und Stilllegung
Am 15. November 1955 wurde die zweite, westliche Förderanlage in Schacht IV fertiggestellt und in Betrieb genommen. Dies war eine Skipförderung mit 6,5-Tonnen-Skips und einer elektrischen Treibscheibenfördermaschine mit 1.365 kW (1.856 PS).
Der Schacht IX wurde 1953 im Mülsengrund als Material- und Frischwetterschacht abgeteuft. Schacht VI wurde 1957 endgültig aufgegeben und verfüllt. Auch die Schächte VII und VIII wurden im selben Jahr abgeworfen.
Im Jahr 1958 begann eine umfassende Modernisierung des Betriebes. Am jetzigen Ostrand des Grubenfeldes wurde der neue Abwetterschacht X abgeteuft; ein Jahr darauf begann der Umbau der Hauptförderanlage zur Doppelschachtanlage durch das Abteufen des neuen Hauptförderschachtes IVa. Auftragnehmer war der VEB Schachtbau Nordhausen. Der IVa-Schacht erhielt einen 60 m hohen Betonförderturm in Gleitschalbauweise mit zwei Förderanlagen: eine Vierseil-Koepemaschine mit 2.200 kW (2.991 PS) und automatischer Steuerung sowie eine Einseil-Koepemaschine mit 630 kW (857 PS). Beide Fördermaschinen wurden im VEB Schwermaschinenbau NOBAS Nordhausen hergestellt. Die große Fördermaschine war mit 20-Tonnen-Skips ausgestattet, die kleine mit einer Gestellförderung. Es wurde eine neue Hauptfördersohle auf 675 m unter NHN angelegt. Über Tage wurde 1962 eine neue Wäsche gebaut. Die Schächte II und III sowie die Aufbereitung auf Schacht III konnten dadurch 1962 abgeworfen werden. Auf Martin-Hoop IV/IVa war nunmehr die Förderung und Aufbereitung konzentriert. Das Zechenkraftwerk lieferte Strom und Fernwärme für die Stadt Zwickau und die umliegenden Gemeinden.
Nachdem 1968 das Karl-Marx-Werk als „Betriebsabteilung Karl Marx“ wieder in das Martin-Hoop-Werk eingegliedert worden war, war das Martin-Hoop-Werk nun das letzte produzierende Steinkohlenwerk des Zwickauer Reviers. Auch hier wurde die Produktion nach und nach eingestellt; 1978 wurde der letzte Hunt Kohle gefördert. Schacht X wurde noch 1978 abgeworfen, Schacht IX 1979, die Schächte V und Friedrich Nickolay (der zentrale Wasserhaltungsschacht des Zwickauer Reviers; 50° 42′ 43,5″ N, 12° 29′ 59,9″ O) 1980, der Schacht IV 1982 und der letzte Förderschacht im Zwickauer Revier, Schacht IVa, 1983. Bis zum 30. Juni 1996 wurde das Kraftwerk noch weiterbetrieben und lieferte Strom und Fernwärme für die Stadt Zwickau. Im März 1997 wurde das Aufbereitungsgebäude und im April 1998 der Schornstein des Kraftwerkes gesprengt.
Der Förderturm von Schacht IX wurde abgerissen und das Gelände soll beräumt werden, um ein Eigenheimbaugebiet auszuweisen. Nachdem bereits im Februar 2021 die Tagesanlagen abgerissen worden waren, wurde am 3. März 2021 der Förderturm gesprengt.
Im Treibehaus und auf dem Gelände des Schachtes II in Reinsdorf wurde das Heimat- und Bergbaumuseum Reinsdorf eingerichtet.

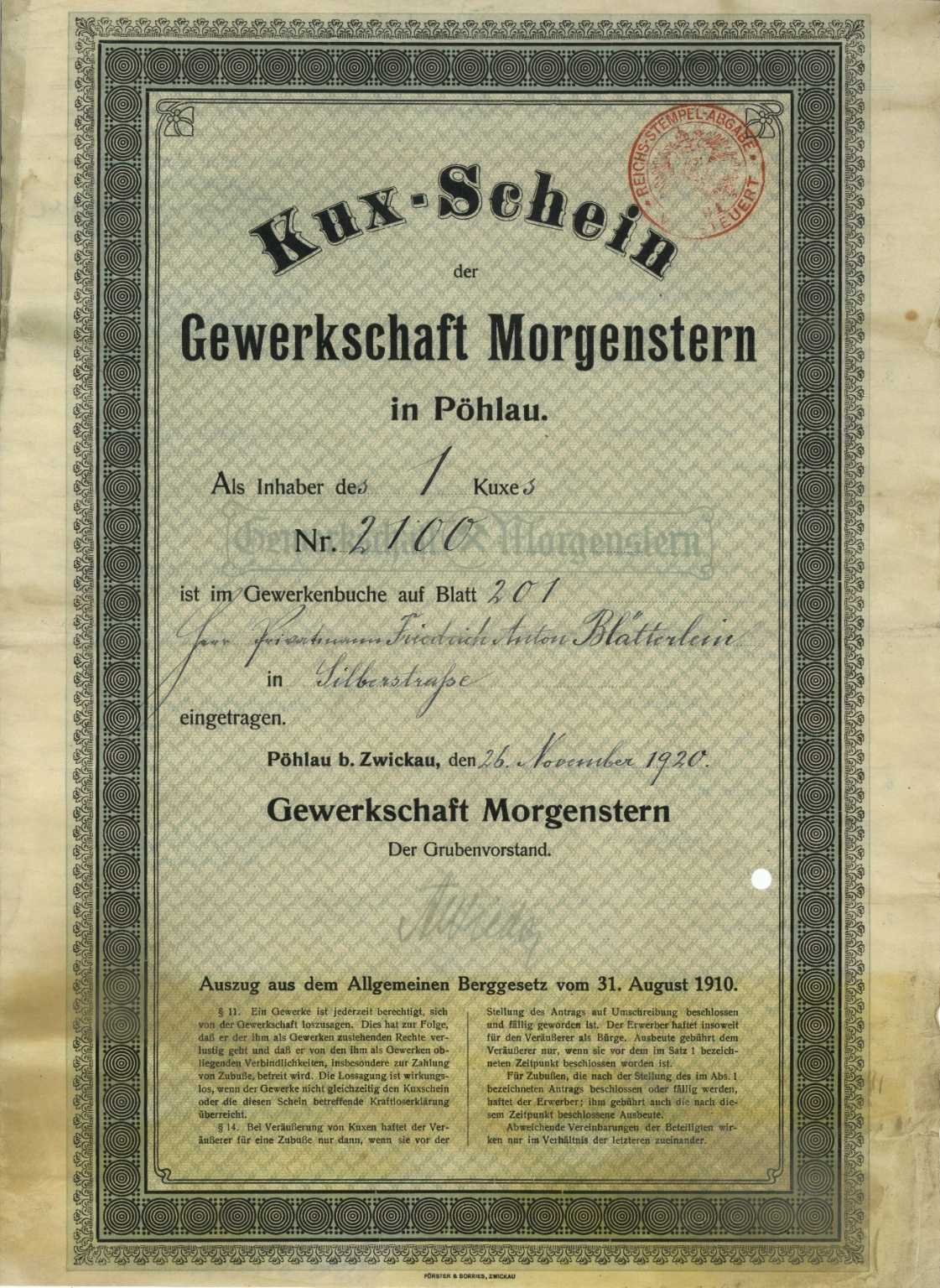
Kux der Gewerkschaft Morgenstern (1920)
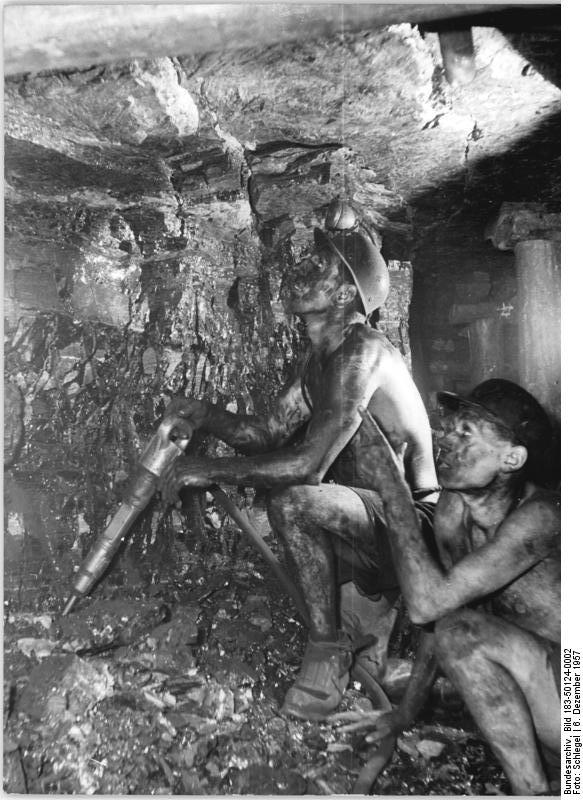
Kohlegewinnung mit Presslufthammer (1957)
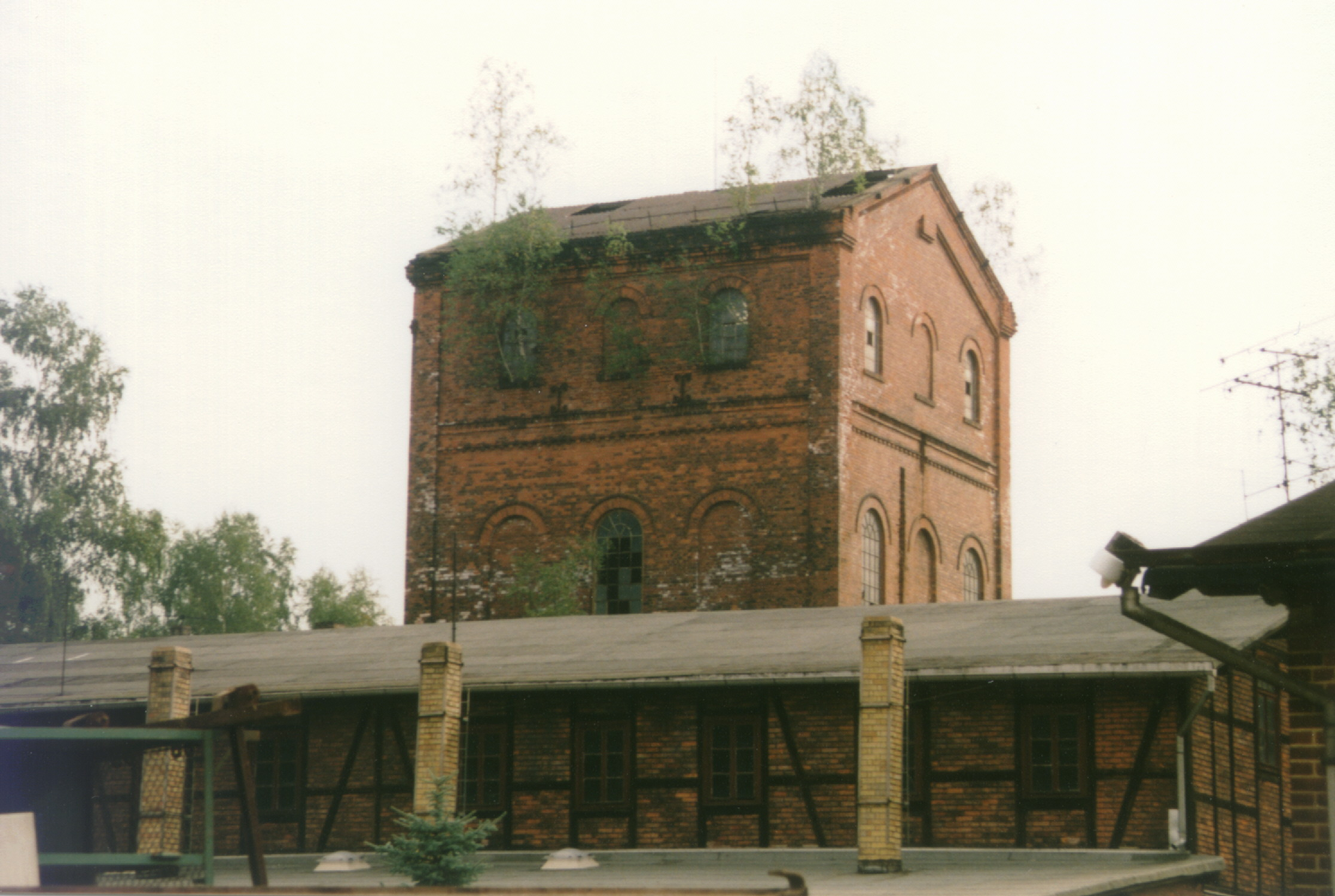
Morgensternschacht II (1999)
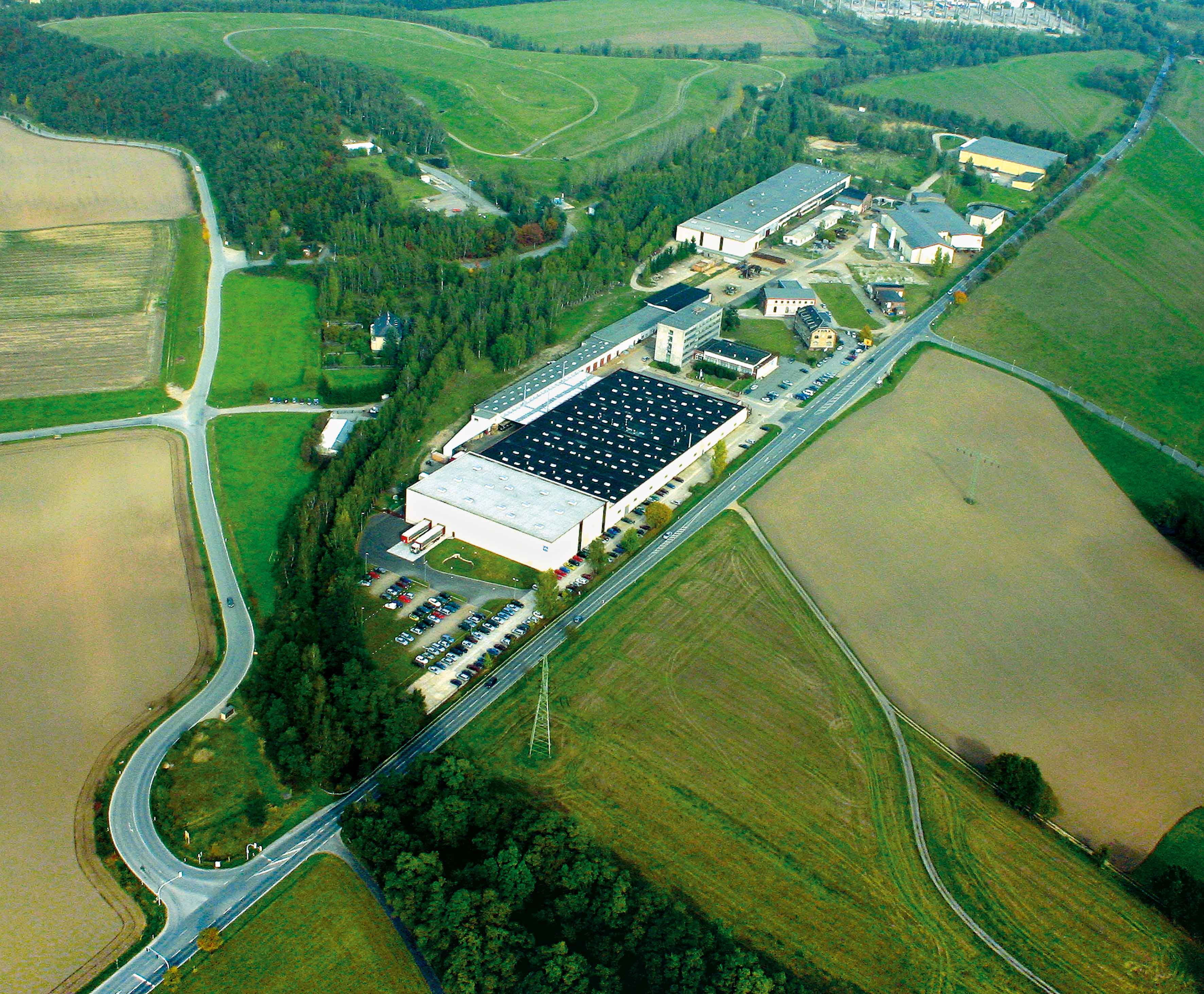
Luftaufnahme des Geländes Martin-Hoop-Schacht III (2013)
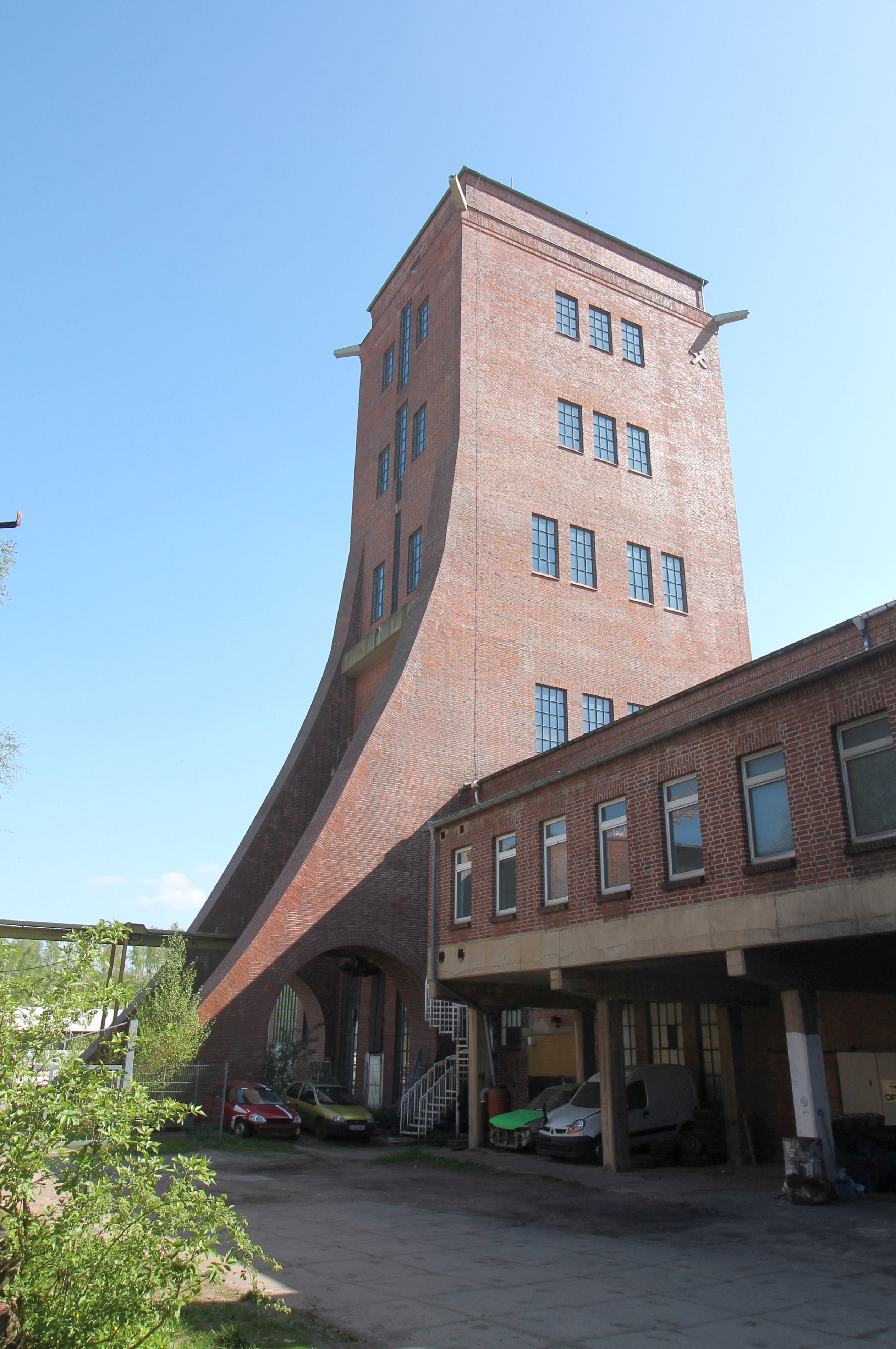
Schacht IV (2017)
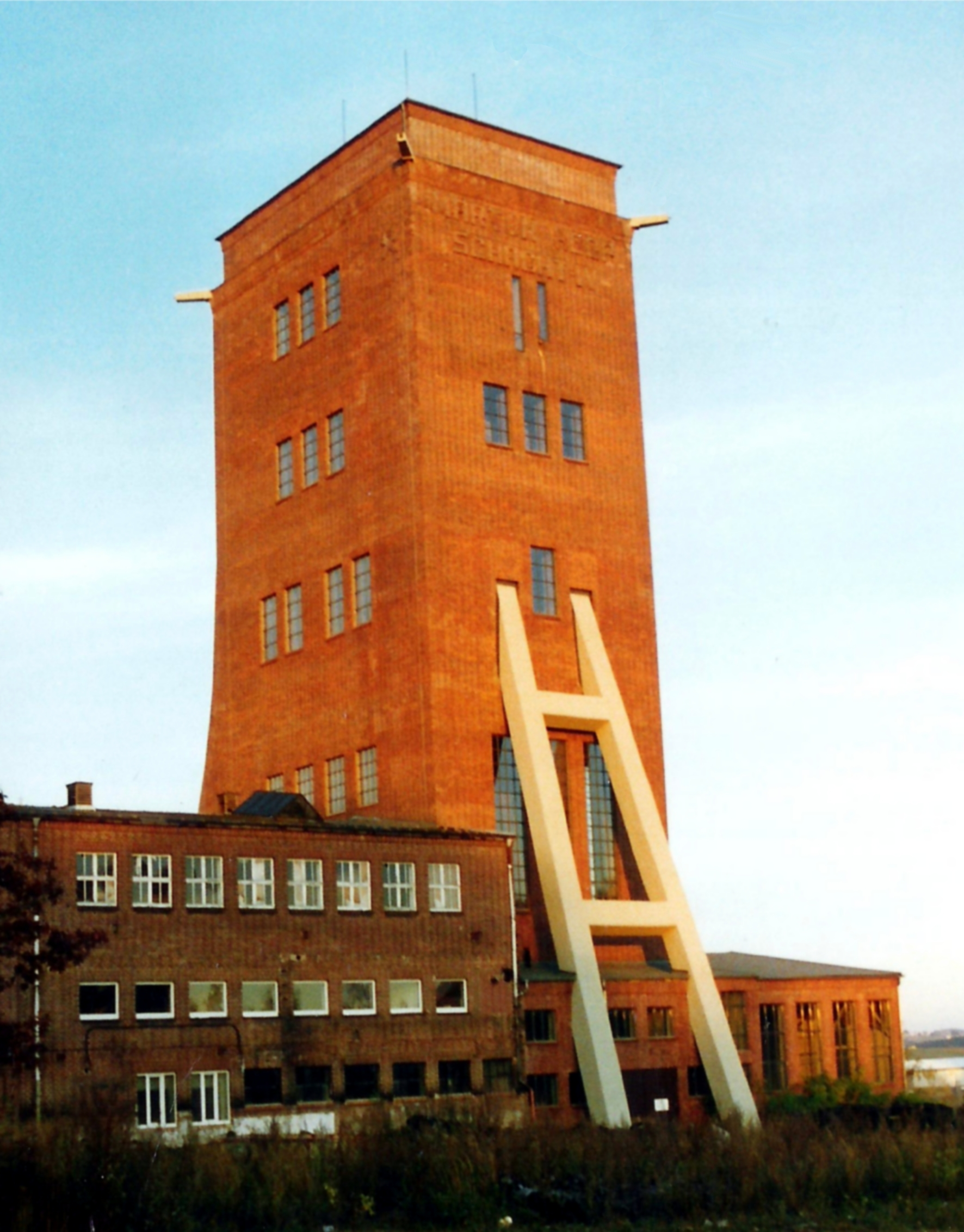
Schacht IV (2005)
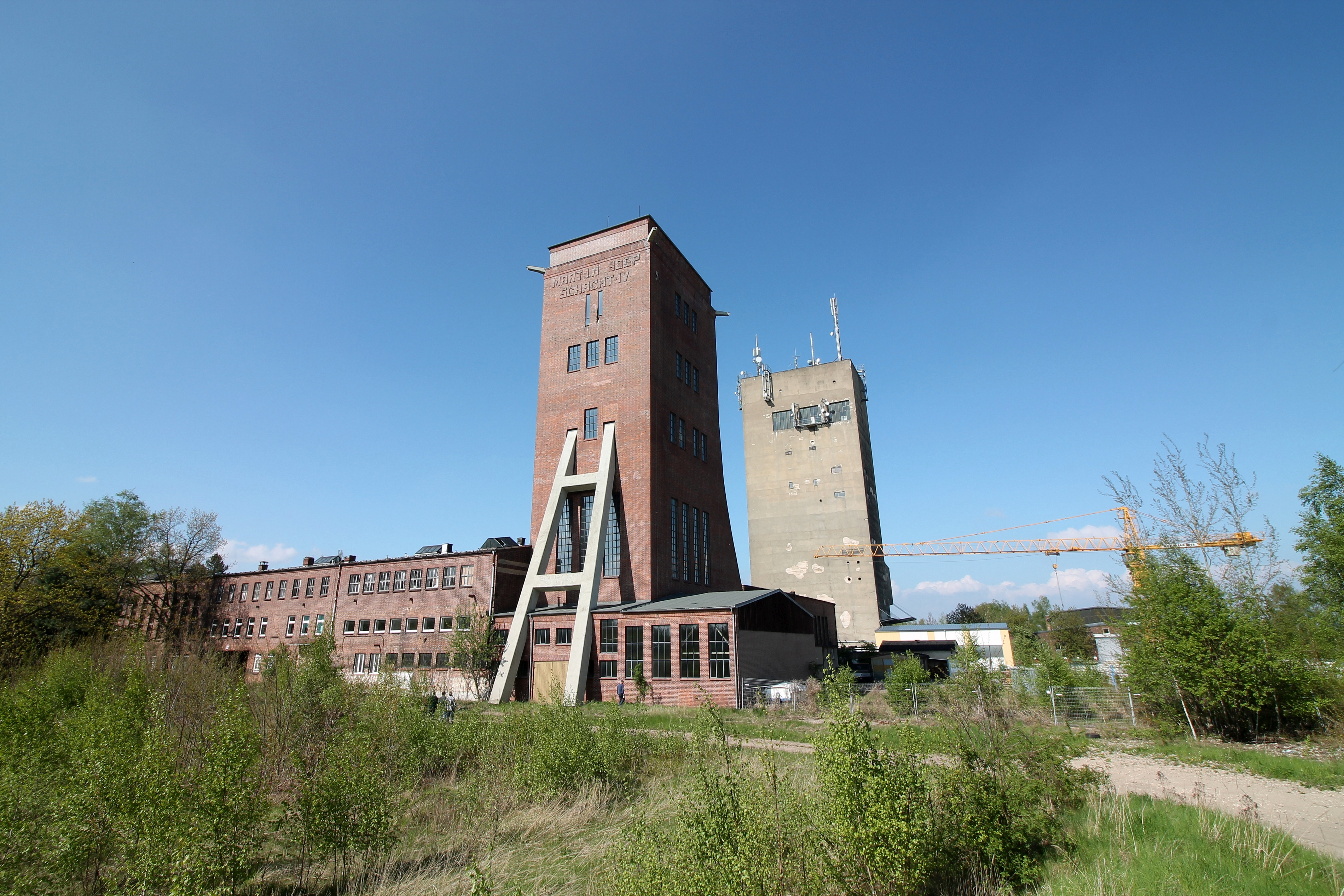
Schacht IV / Schacht IVa (2017)
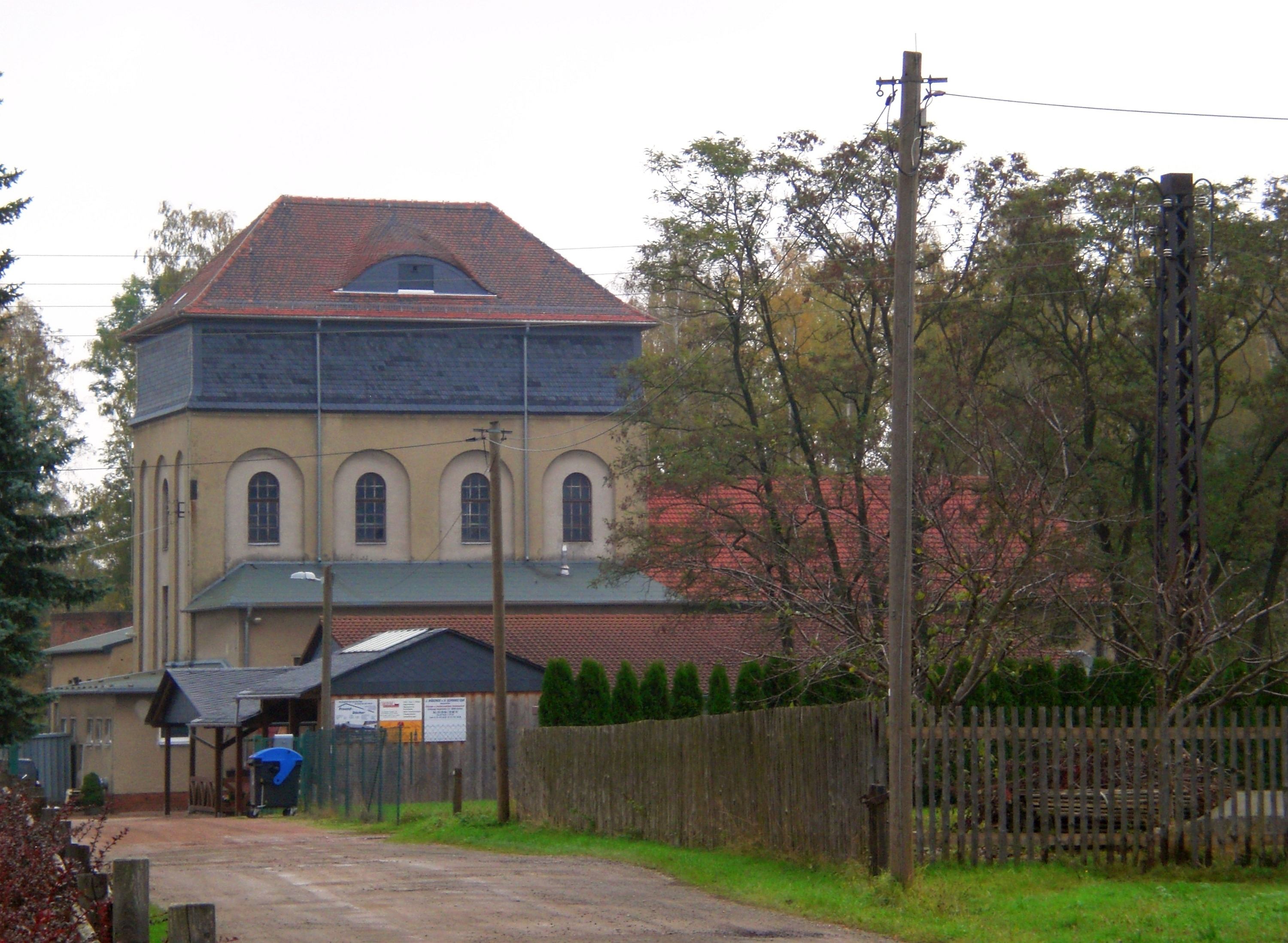
Schacht V (2009)
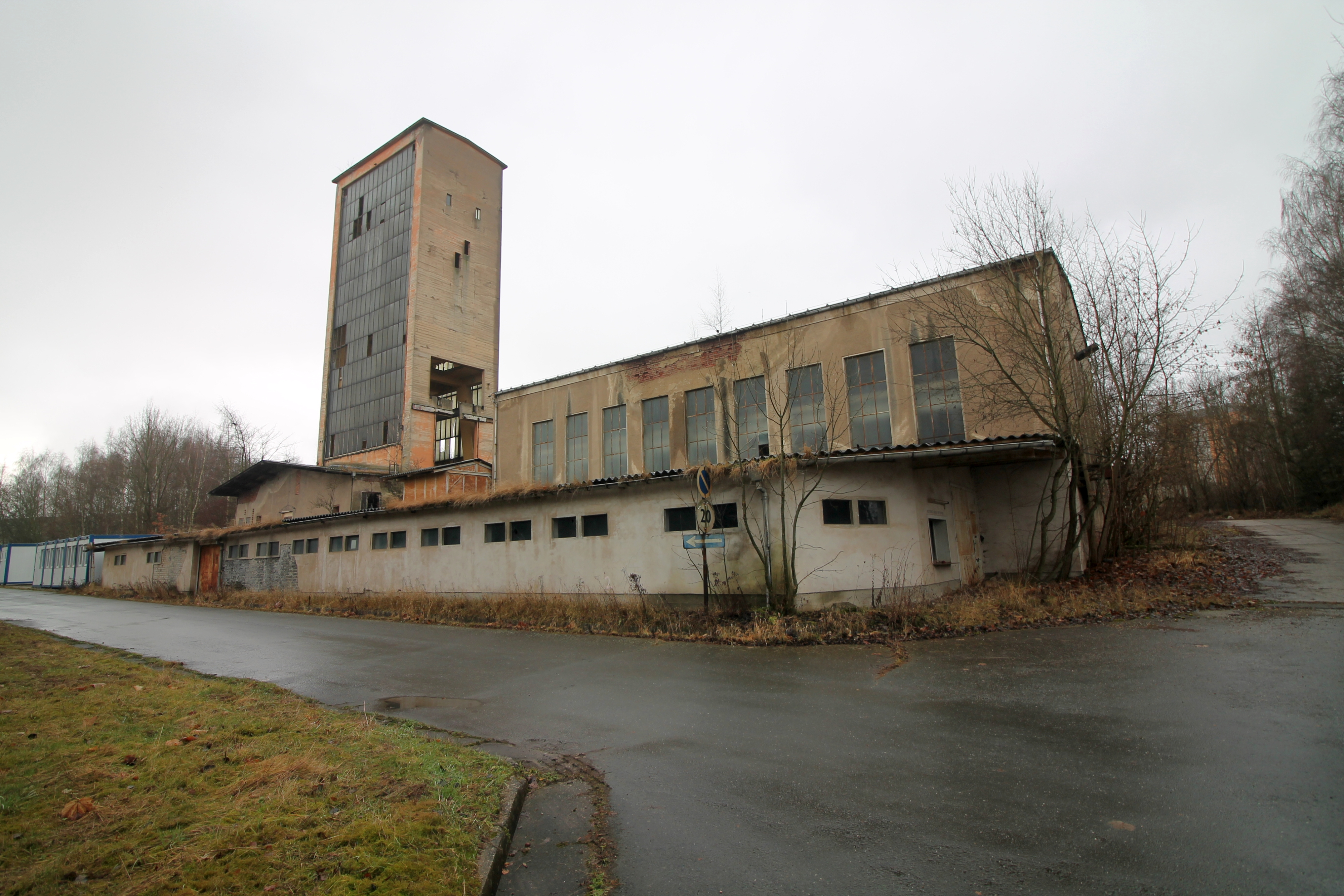
Schacht IX (2016)

## Schächte im Grubenfeld Martin Hoop
| Schacht Nr. | Standort                                             | Teufbeginn | Teufe (m) | Anzahl der Flöze | Gesamtmächtigkeit (m) | Querschnitt/Durchmesser (m) | Funktion                                       | verwahrt |
| ----------- | ---------------------------------------------------- | ---------- | --------- | ---------------- | --------------------- | --------------------------- | ---------------------------------------------- | -------- |
| I           | Reinsdorf (50° 41′ 57,9″ N, 12° 32′ 8,8″ O)          | 1867       | 356,4     | 6                | 11,0                  | rechteckig / ?              | Förderschacht                                  | 1909     |
| II          | Reinsdorf (50° 42′ 23,4″ N, 12° 32′ 1,5″ O)          | 1872       | 612,8     | 9                | 17,2                  | rechteckig / 6,65 × 3,0     | Förder- und Wetterschacht                      | 1962     |
| III (alt)   | Reinsdorf (50° 41′ 40,9″ N, 12° 31′ 55″ O)           | 1873       | 80,0      | -                | -                     | rund / 1,6                  | Wetterschacht                                  | 1905     |
| III         | Pöhlau (50° 43′ 18,8″ N, 12° 32′ 29,3″ O)            | 1900       | 1079,2    | 3                | 10,0                  | rund / 4,1                  | Förderschacht                                  | 1969     |
| IV          | Pöhlau (50° 43′ 33,1″ N, 12° 33′ 35,9″ O)            | 1920       | 954,8     | 4                | 9,1                   | rund / 5,4                  | Förderschacht                                  | 1982     |
| IVa         | Pöhlau (50° 43′ 35,1″ N, 12° 33′ 38,5″ O)            | 1959       | 1111,8    | 4                | 8,1                   | rund / 6,0                  | Förderschacht                                  | 1983     |
| V           | Reinsdorf (50° 42′ 59,1″ N, 12° 33′ 28,7″ O)         | 1935       | 861,4     | 7                | 13,8                  | rund / 5,4                  | Wetterschacht                                  | 1980     |
| VI          | Eckersbach (50° 43′ 39,4″ N, 12° 31′ 28,9″ O)        | 1943       | 202,0     | -                | -                     | rund / 4,2                  | geplanter Wetterschacht (nicht fertiggestellt) | 1957     |
| VII         | Reinsdorf (50° 42′ 2,4″ N, 12° 32′ 24,8″ O)          | 1868       | 545,5     | 3                | 5,6                   | rechteckig / 4,2 × 2,35     | Förderschacht                                  | 1958     |
| VIII        | Reinsdorf (50° 41′ 46,6″ N, 12° 32′ 28,1″ O)         | 1872       | 567,0     | 3                | 5,6                   | rechteckig / 4,05 × 2,25    | Förder- und Wetterschacht                      | 1957     |
| IX          | Mülsen St. Jacob (50° 43′ 26″ N, 12° 34′ 53,3″ O)    | 1953       | 1047,0    | 10               | 21,7                  | rund / 5,4                  | Wetter- und Materialschacht                    | 1979     |
| X           | Mülsen St. Niclas (50° 42′ 49,3″ N, 12° 35′ 38,8″ O) | 1958       | 799,7     | -                | -                     | rund / 7,0                  | Wetterschacht                                  | 1978     |